# Magnus Arvedson
Karl Magnus Olof Arvedson, född 25 november 1971 i Karlstad, är en svensk före detta ishockeyspelare (forward) med flera säsonger i NHL. Han har även varit aktiv som ishockeytränare. Han var med och representerade svenska landslaget i VM 1997 och OS 2002.

## Biografi
Arvedsons moderklubb är Färjestad BK i hemstaden Karlstad. Han började dock spela seniorishockey med Örebro IK säsongen 1990—91 i dåvarande Division 1. Inför säsongen 1993–94 återvände han till Färjestad. Säsongen 1996–97 var Arvedson med och vann SM-guld med Färjestad BK.
Arvedson valdes i femte rundan som spelare 119 totalt vid NHL-draften 1997 av Ottawa Senators. Han spelade sex säsonger för Ottawa Senators samt en säsong för Vancouver Canucks i NHL. Totalt noterades han för 224 poäng på 434 NHL-matcher.
Arvedson räknades under några säsonger till en av NHL:s bästa defensiva anfallsspelare och säsongen 1998–99 hamnade han på andra plats (bakom endast Jere Lehtinen) i omröstningen för Frank J. Selke Trophy, som varje säsong tilldelas den anfallsspelare som ansetts varit bäst i det defensiva spelet.
Säsongen 1999–2000 råkade Arvedson ut för en otäck skada i magen när han tacklades in i avbytarbåsets öppna dörr av Philadelphia Flyers forward Marc Bureau.
Under NHL-säsongen 2004–05 (som ställdes in på grund av en lockout) skulle Arvedson spelat för Färjestad BK men en ryggskada satte stopp för detta och tvingade honom att ge upp karriären som spelare.
Arvedson började säsongen 2007–08 som tränare för Mora IK, men blev i december 2007 avskedad. Säsongen 2008–09 var han tränare för Bofors IK och blev mitt under säsongen ersatt av Sam Hallam.
Under säsongen 2011–12 var han huvudtränare för Forshaga IF. Han har även varit huvudtränare för Värmlands TV-pucklag.

## Statistik

### Klubbkarriär
| 1990–91       | Örebro IK         | Div. 1        | 29  | 7   | 11  | 18  | 12  | 2  | 0 | 1 | 1  | 2  |
| 1991–92       | Örebro IK         | Div. 1        | 32  | 12  | 21  | 33  | 30  | 7  | 4 | 4 | 8  | 4  |
| 1992–93       | Örebro IK         | Div. 1        | 36  | 11  | 18  | 29  | 34  | 6  | 2 | 1 | 3  | 0  |
| 1993–94       | Färjestad BK      | SEL           | 16  | 1   | 7   | 8   | 10  | —  | — | — | —  | —  |
| 1993–94       | Färjestad BK      | Allsv         | 18  | 4   | 2   | 6   | 30  | 3  | 2 | 0 | 2  | 0  |
| 1994–95       | Färjestad BK      | SEL           | 36  | 1   | 6   | 7   | 45  | 4  | 0 | 0 | 0  | 6  |
| 1995–96       | Färjestad BK      | SEL           | 40  | 10  | 14  | 24  | 40  | 8  | 0 | 2 | 2  | 10 |
| 1996–97       | Färjestad BK      | SEL           | 48  | 13  | 11  | 24  | 36  | 14 | 4 | 7 | 11 | 8  |
| 1997–98       | Ottawa Senators   | NHL           | 61  | 11  | 15  | 26  | 36  | 11 | 0 | 1 | 1  | 6  |
| 1998–99       | Ottawa Senators   | NHL           | 80  | 21  | 26  | 47  | 50  | 3  | 0 | 1 | 1  | 2  |
| 1999–2000     | Ottawa Senators   | NHL           | 47  | 15  | 13  | 28  | 36  | 6  | 0 | 0 | 0  | 6  |
| 2000–01       | Ottawa Senators   | NHL           | 51  | 17  | 16  | 33  | 24  | 2  | 0 | 0 | 0  | 0  |
| 2001–02       | Ottawa Senators   | NHL           | 74  | 12  | 27  | 39  | 35  | 12 | 2 | 1 | 3  | 4  |
| 2002–03       | Ottawa Senators   | NHL           | 80  | 16  | 20  | 36  | 48  | 18 | 1 | 5 | 6  | 16 |
| 2003–04       | Vancouver Canucks | NHL           | 41  | 8   | 7   | 15  | 12  | —  | — | — | —  | —  |
| Div. 1 totalt | Div. 1 totalt     | Div. 1 totalt | 97  | 30  | 50  | 80  | 76  | 15 | 6 | 6 | 12 | 6  |
| SEL totalt    | SEL totalt        | SEL totalt    | 140 | 25  | 38  | 63  | 131 | 26 | 4 | 9 | 13 | 24 |
| NHL totalt    | NHL totalt        | NHL totalt    | 434 | 100 | 124 | 224 | 241 | 52 | 3 | 8 | 11 | 34 |

### Internationellt
| År            | Lag           | Turnering     |    | Matcher | Mål | Assists | Poäng | Utv. |
| ------------- | ------------- | ------------- | -- | ------- | --- | ------- | ----- | ---- |
| 1997          | Sverige       | VM            | 10 | 2       | 1   | 3       | 6     |      |
| 2002          | Sverige       | OS            | 4  | 0       | 0   | 0       | 0     |      |
| Senior totalt | Senior totalt | Senior totalt | 14 | 2       | 1   | 3       | 6     |      |

## Klubbar som spelare
- Örebro IK, 1992–93
- Färjestad BK, 1993–1997
- Ottawa Senators, 1997–2003
- Vancouver Canucks, 2003–04

## Klubbar som tränare
- Forshaga IF, 2006–07
- Mora IK, 2007–08 (fick sparken den 26 december 2007)
- Bofors IK, 2008–09 (fick lämna mitt under säsongen)
- Forshaga IF, 2011–12
- Värmlands TV-pucklag, 2015–16

## Meriter
- SM-guld: 1997
- VM-silver: VM 1997